# Chaman
Pour les articles homonymes, voir Chaman (homonymie).

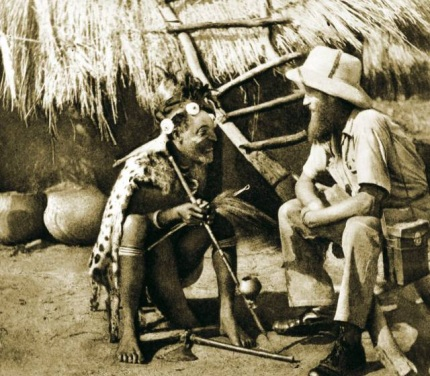
Chamane pygmée.

Chamane de la forêt amazonienne.

Le chaman, la chamane ou shaman, est une personne considérée par sa tribu ou son groupe comme l’intermédiaire ou l’intercesseur entre les humains et les esprits. Le terme serait arrivé en Europe par le biais d'explorateurs qui ont pu voyager en Chine via la Sibérie, grâce à l'ambassade russe de Pierre Ier.
Le chaman est à la fois sage, thérapeute, conseiller, guérisseur et voyant. Il est l’initié ou le dépositaire de la culture, des croyances, des pratiques du chamanisme, et d’une forme potentielle de secret culturel. On le trouve principalement dans les sociétés traditionnelles où il arbore des parures spécifiques et pratique souvent dans un certain secret. Le terme "chaman" est propre à certains peuples de Sibérie, il a été généralisé pour simplification, les natifs d'Amérique du Nord utilisant plus souvent le terme d'homme ou femme médecine.
L'émergence du chaman en tant qu'agent dans une société peut dépendre d'une relation idéologique entre les êtres humains et les êtres spirituels, qu'ils soient équivalents ou transcendants. De ce fait, une société peut reposer sur des idées chamaniques sans avoir besoin de chamanes, comme dans le cas des Aïnu.

## Étymologie
Ce terme provient du toungouse (evenki ?) šamán, probablement par l'intermédiaire du russe chaman « prêtre, médecin, magicien ». Différentes définitions caractérisent ainsi le chamane comme une personne qui possède la connaissance, ou pour certains auteurs, un homme réunissant les attributs de sacrificateur, de médecin et de magicien. La forme féminine de ce terme usuellement retenue dans la littérature correspond au russe chamanka. Une confusion avec le terme sanskrit श्रमण (śramaṇá, qui désignait des ascètes) a laissé penser que les deux termes avaient une source commune, mais il n'en est rien.
Le mot chamane apparaîtrait notamment en 1672 dans l'autobiographie d'Avvakoum Petrovitch, dirigeant du clergé conservateur russe, exilé en Sibérie en 1661 par le tsar Alexis Ier :

« Il obligea un indigène à faire le šaman [chamane], c'est-à-dire le devin : l'expédition sera-t-elle heureuse, et reviendront-ils victorieux ? Ce manant de magicien, près de ma cabane, amena sur le soir un bélier vivant et se mit à pratiquer sur lui sa magie. Après l'avoir tourné et retourné, il lui tordit le cou et rejeta la tête au loin. Puis il commença à sauter et danser et à appeler les démons. Enfin, avec de grands cris, il se jeta à terre, et l'écume sortit de sa bouche. Les démons le pressaient, et il leur demandait : « L'expédition réussira-t-elle ? » Et les démons dirent : « Avec grande victoire… » (…) J'eus pitié d'eux : mon âme voyait qu'ils seraient massacrés… Sa troupe a été massacrée… »

— Avvakoum Petrovitch, La vie de l'archi-prêtre Avvakum écrite par lui-même, 1672, trad. du russe par Pierre Pascal, Gallimard, 1938

## Fonction au sein des sociétés traditionnelles

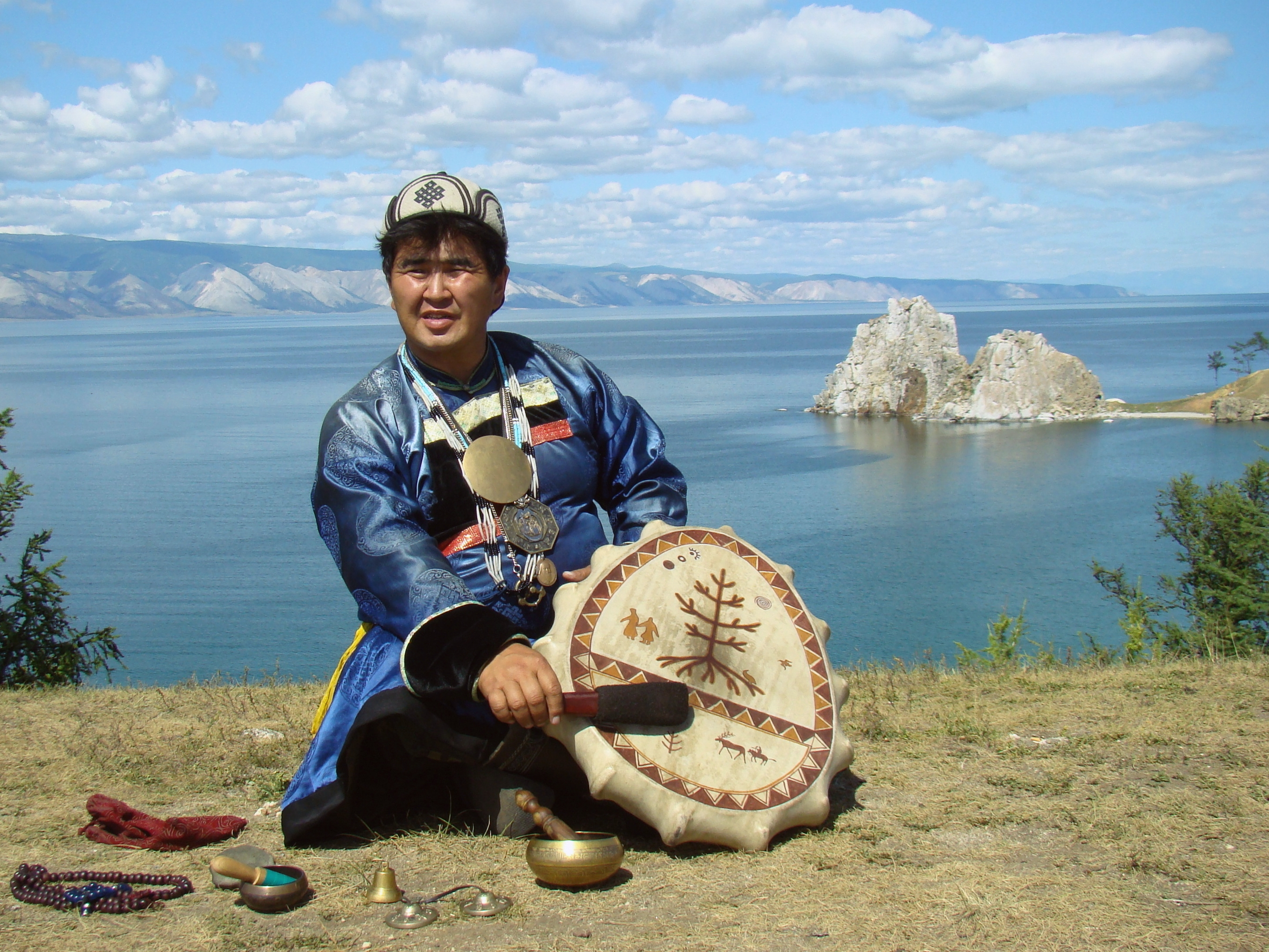
Chamane bouriate, île d'Olkhon.

Le rôle est assumé par des hommes ou des femmes avec des fonctions très variées dans les sociétés traditionnelles, incluant la direction de la tribu, l'élaboration et la direction des rituels, la guérison par sa connaissance des plantes ou une action psychique directe, l'enseignement, le conseil. Ces rôles sont souvent combinés.
Les aptitudes supposées des chamanes sont, entre autres, une perception extrasensorielle; des pouvoirs psychiques variables suivant les traditions et l'individualité du chamane (télépathie, prescience, vision à de grandes distances, divination...) ; en tant que psychopompe, il relie le monde des morts, l'au-delà, à celui des vivants par une série de transformations personnelles, parfois par l'emploi de substances psychotropes, guidés par un chamane plus ancien, selon une relation Maître-Disciple.

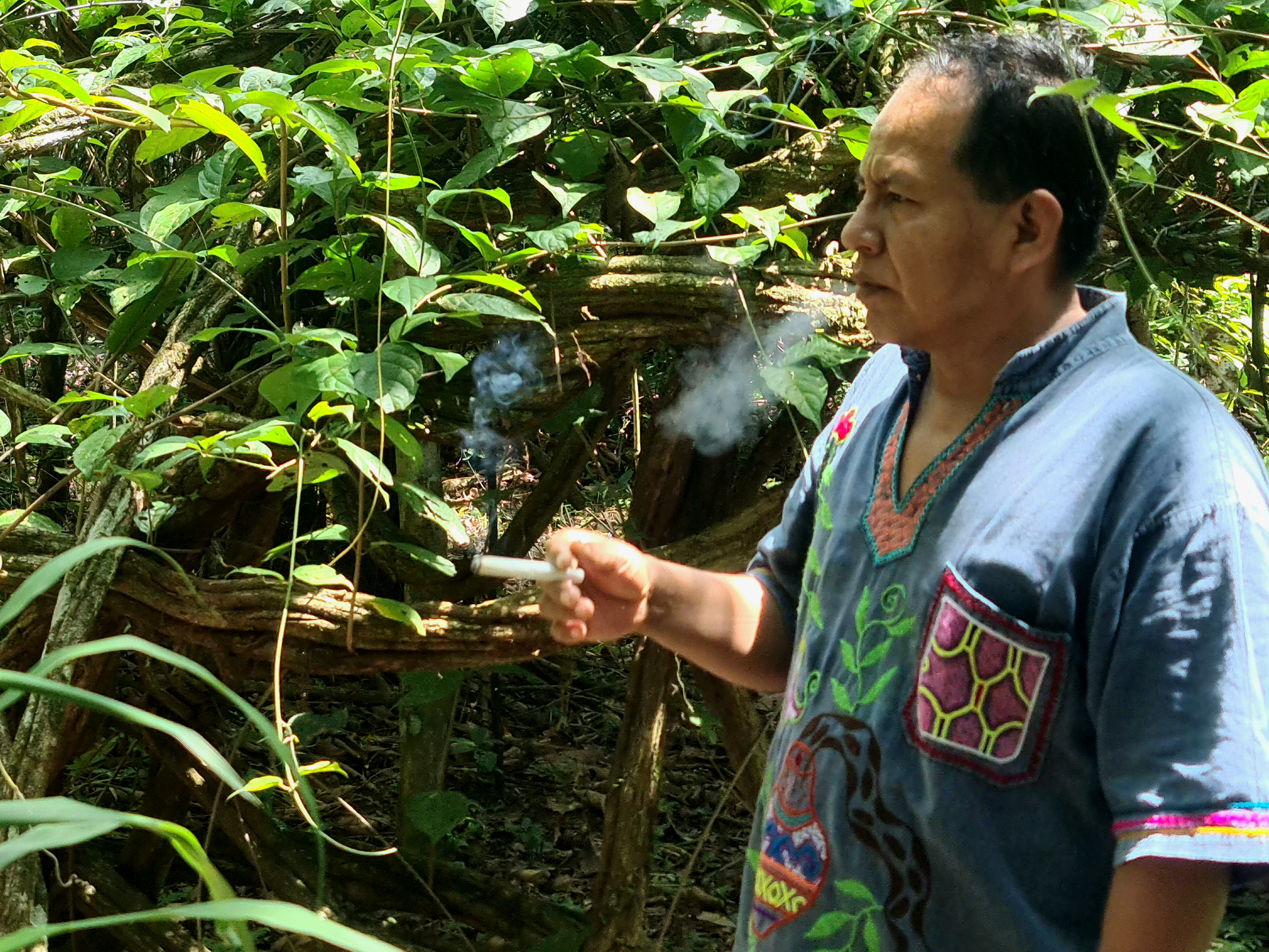
Chamane shipibo près d'Iquitos.

Le ou la chamane a acquis une certaine popularité pour un public des sociétés modernes en recherche d'expériences mystiques ou après la lecture des livres de Carlos Castaneda. Ainsi, les offres d'initiations chamaniques à base de substance psychotrope comme l'ayahuasca et l'iboga, par exemple, ont fait la une des journaux, provoquant des débats et polémiques liés à leur nocivité avérée, et les possibles difficultés que pourraient rencontrer des citadins européens qui s'engageraient aveuglément dans de telles pratiques.

## Comment devient-on chamane?
Les chamanes sont souvent des personnes reconnues comme tels dès la naissance ou très tôt dans l'enfance. C'est parfois lié à une particularité physique, au fait d’être sujet à des crises d’épilepsie, au fait d’avoir guéri d’une maladie grave. Cela peut être aussi lié à une expérience personnelle vécue par le jeune, comme le fait d’avoir entendu un appel lors d’un rêve ou d’une quête de vision. Selon la représentation des populations concernées, ce sont les esprits qui désignent le chamane, non le jeune ou sa famille qui en décide. Ce peut être héréditaire ou lié à une lignée, l'enfant étant par exemple habité ou visité par l'esprit d'un ancêtre de sa famille qui était chamane lui-même.
Dans certaines cultures, le chamanisme est plus spécifiquement féminin, comme en Corée très bien illustrée dans la légende de la princesse Bari. Bernard Saladin d'Anglure, sur la base d'analyses portant sur des chamanes inuits les voit comme des « passeurs de frontière », pouvant naviguer entre les mondes spirituel et matériel et correspondant à un troisième genre distinct du masculin et du féminin. L'accession au chamanisme passe parfois par une « mort symbolique » chez les humains et par une renaissance chez les esprits,.

## Le heyoka: un clown chamane
Dans plusieurs cultures, un type particulier de chamane existe, le clown chamane ou Heyoka. Parfois assimilé à un clown sacré, on le rencontre notamment chez les sioux Lakota des grandes plaines d'Amérique du Nord. Le heyoka est à la fois un chamane et une sorte de bouffon : un être qui parle, agit et réagit d'une manière opposée à celle des personnes « normales », s'habillant légèrement quand il fait froid et inversement. On les représente parfois assis à l'envers sur leur cheval. Ces clowns sacrés ont l'autorisation dans certaines cultures de profaner les choses considérées les plus sacrées. « Les fous de dieu sont libres ». Ils sont parfois rattachés à des sociétés secrètes, la False Face Society chez les Iroquois, la Crazy Lodge chez les Arapaho. Leurs comportements transgressifs et leur statut de marginaux ont amené les anthropologues nord-américains à les désigner sous le terme « les contraires ». Ils sont souvent associés au tonnerre et non à un esprit animal.

## Chamanes et modernité
Selon la vision écologique actuelle, la relation entre l'homme et le spirituel peut être idéalisée dans la symbiose entre l'homme et la nature, et une nouvelle vision de l'animisme, qui suggère l'égalité spirituelle des humains et de la nature (voir Spirituel mais non religieux), gagne de l'influence.
Ainsi, on peut constater que divers phénomènes impliquant des chamans ont été reconstruits au fur et à mesure que les visions du monde traditionnelles ont été modernisées.

### Bande dessinée
- Série Celui qui est né deux fois de Derib, Le Lombard, coll. « Histoires et Légendes » :

1. Pluie d'orage, 1983  (ISBN 2-8036-0410-8) — Prix des lecteurs de Bédésup, catégorie « meilleur album de western »
2. La Danse du soleil, 1984  (ISBN 2-8036-0442-6)
3. L'Arbre de vie, 1985  (ISBN 2-8036-0496-5)

- Shaman King (manga)
- Aru, l'enfant sorcier de Alain Chenevière, 1994  (ISBN 2-01-019838-7)

### Filmographie
- D'autres mondes (documentaire sur les approches chamaniques et le Transpersonnel), 2004, documentaire par Jan Kounen
- Blueberry, l'expérience secrète
- Le Chamane, son neveu et le capitaine (Philippines), film de Pierre Boccanfuso, 2007, 88 min
- Chamane des Andes : la tradition chamane chez les descendants des Incas, film d'Emmanuel Tronquart et Michel Noll, ICTV, Paris, Solferino images-Pueblos de America, 2007, 48 min (DVD)
- Le Dernier Chaman d'Ewenke 《鄂温克最后的萨满》, 100 min, 2012, de Han Kaichen (韩凯臣), fiction racontant la vie réelle d'une Evenks romancée, basée sur des documents ethnologiques
- Les Deux Fils du chamane (Philippines), film de Pierre Boccanfuso, 1998, 56 min
- Fils du Ciel, film du réalisateur Enkhtaivan Agvaantseren (Idugan Entertainment, 2012)
- La Nuit du Shaman (Népal), film de Véra Frossard, L'Harmattan, Paris, 2008, 52 min (DVD)
- Rencontre avec un chamane (Sibérie), film de Marc Jampolsky, Gedeon programmes, Paris, 2007, 52 min (DVD)
- 3 Chamans (Népal), film de Aurore Laurent et Adrien Viel, Paris, 2014, 77 min (DVD) — « Centre d’études himalayennes - Présentation du film : "3 Chamans" », sur vjf.cnrs.fr (consulté le 31 mars 2019)